# Glaciar Gotley
El glaciar Gotley (en inglés: Gotley Glacier) es un glaciar bien definido, de 5 millas náuticas (9 kilómetros) de largo, que desciende de las laderas cubiertas de hielo del macizo del Big Ben en el lado suroeste de la isla Heard en el océano Índico meridional. Su parte final está situada entre el cabo Arkona y el Cabo labuan. Al este del glaciar esta el glaciar Deacock, cuya parte final se encuentra entre el Cabo de Labuan y Long Beach. Al noroeste esta el glaciar Lied, cuyo término se encuentra entre el cabo Arkona y el Cabo Pillar. Cabo Arkona separa Gotley del Glaciar de Lied.